# Magyarságtudomány (folyóirat)
Magyarságtudomány 1935-1937 közt és 1942-1943-ban élt folyóirat. Az 1935-37-ig terjedő szakaszban kiadóhivatala Kecskeméten volt, s Szegedi Fiatalok Művészeti Kollégiuma kezdeményezésére indult, szerkesztette Ortutay Gyula. Az 1942-43-ban megjelent számok a budapesti egyetem Magyarságtudományi Intézetének kiadásában jelent meg Eckhardt Sándor és Ortutay Gyula szerkesztésében.

## Témája, munkatársai
A periodika címéből adódóan magyarságtudománnyal (hungarológia) foglalkozott a szó legnemesebb értelmében a magyar kulturális hagyományokat és a Magyarországgal kapcsolatos tudományterületeket vizsgálta. A folyóirat körül mind első, mind második szakaszában jeles munkatársak működtek, köztük Baróti Dezső, Bibó István, Bóka László, Borbiró Virgil, Erdei Ferenc, Fitz József, Halász Gábor, Honti János, Joó Tibor, Kardos Tibor, Kerecsényi Dezső, Kodály Zoltán, Kosáry Domokos, Németh László, Solymossy Sándor, Szabolcsi Bence, Szekfű Gyula, Tolnai Gábor, Tomori Viola, Trencsényi-Waldapfel Imre, Turóczi-Trostler József, Varjas Béla stb.